# Boštjan Nachbar
Boštjan Nachbar, slovenski košarkar, podcaster * 3. julij 1980, Slovenj Gradec.
Nachbar ali »Boki« je bil krilni igralec košarke, ki je bil aktiven od leta 1997 do zaključka kariere v letu 2018. 
Pot oz. igra ga je iz Slovenije že zgodaj vodila v tujino, saj je že pri svojih dvajsetih letih zaigral v Italiji pri klubu Benetton, in sicer v dveh sezonah od 2000 do 2002 s katerim je bil v zadnji sezoni italijanski prvak. Nato je od leta 2002 do 2008 igral v najmočnejši svetovni ligi NBA in sicer za Houston Rockets (v letih od 2002 do 2005 ), New Orleans Hornets (v letih od 2005 do 2006) in New Jersey Nets (v letih  od 2006 do 2008). Nato se je vrnil v Evropo, in v sezoni 2008/2009 zaigral v Rusiji za klub Dynamo Moscow. Leta 2009 se je preselil v Turčijo, kjer je za Efes Pilsen nastopal v sezonah 2009/2010 in 2010/2011. Nato se je vrnil v Rusijo, kjer je ostal eno sezono pri klubu Unics Kazan, v sezoni 2012/2013 je zaigral v Nemčiji za klub Brose Baskets Bamberg, nato pa je dve sezoni igral v Španiji za klub Barcelona in nazadnje za klub Baloncesto Sevilla.
V prostem času sodeluje pri vodenju  oddaj na podcast mreži Apparatus.

## Klubska kariera

### Začetki
V preteklosti je igral v Mariboru za Ovne, nato za Olimpijo, nato spet v Mariboru in za Pivovarno Laško.
Zatem so sledili: Benetton (Italija), Houston Rockets (NBA), New Orleans Hornets (NBA) in New Jersey Nets (NBA).

### Vrnitev v Evropo
Nachbar se je po šestih letih igranja v ligi NBA leta 2008 vrnil v Evropo oz. v Rusijo. Podpisal je eno najdonosnejših pogodb med vsemi evropskimi košarkarji, za tri leta zvestobe pri moskovskem Dinamu naj bi dobil kar 9,6 milijona evrov. Več kot solidno odigral prvo sezono pri novih delodajalcih in v mednarodnem tekmovanju, pokalu ULEB, na trinajstih tekmah je dosegal povprečno 16,1 točke.  
Ker v Rusiji ni bilo vse tako, kot je bilo dogovorjeno, si je že po eni sezoni poiskal novo okolje. Našel ga je v prestolnici Turčije, Istanbulu, kjer se je dogovoril za naslednji dve leti s predstavnikom Evrolige Efes Pilsnom. Tako je Boki v sezoni Evrolige 2009-10 po sedmih letih vnovič zaigral v tem najmočnejšem tekmovanju evropske košarke.
Leto 2012 je začel z igranjem za klub UNICS iz Kazana, sezono 2012/2013 pa je preživel v Nemčiji, kjer je igral za klub Brose Baskets iz Bamberga. Po uspešni sezoni v Nemčiji je naslednji dve sezoni preživel v Kataloniji, kjer je bil član košarskarskega kluba Barcelona. Po izteku dveletne pogodbe je pred začetkom sezone 2015/2016 podpisal enoletno pogodbo s španskim klubom Baloncesto Sevilla. 

## Državna reprezentanca
Nachbar je za Slovenijo na mednarodnih tekmovanjih prvič nastopil na EP 2003. Po nastopih na EP 2005 in SP 2006 je eno tekmovanje pavziral, da bi se vrnil na EP 2009.
Igral je tudi na Svetovnem prvenstvu 2010 v Turčiji. 
 

Leta 2013 je igral na EP 2013, ki je potekalo v Sloveniji, in kjer je bil zopet med najboljšimi igralci reprezentance. Po domačem prvenstvu je svojo reprezentančno kariero zaključil potem, ko je zanjo zbral 58 nastopov na uradnih tekmovanjih in na njih dosegel skupaj 573 točk.